# Dranse (dopływ Rodanu)
Dranse (również Drance) (fr. la Dranse) – rzeka w Alpach w kantonie Valais w Szwajcarii, lewobrzeżny dopływ Rodanu. Płynie na pograniczu Alp Pennińskich i grupy górskiej Mont Blanc (zaliczanej już do Alp Graickich). Jej długość wynosi ok. 44 km. Powstaje z połączenia trzech zasobnych w wodę potoków górskich: Dranse d’Entremont, Dranse de Ferret i Dranse de Bagnes. W Martigny na wysokości ok. 470 m n.p.m. uchodzi do Rodanu.
- Dranse d’Entremont ma źródła na północ od granicy szwajcarsko-włoskiej, w pobliżu Wielkiej Przełęczy Św. Bernarda. Ma długość ok. 25 km. Tuż poniżej Bourg-St-Bernard przepływa przez zaporowe jezioro Toules. Spływa doliną Val d’Entremont generalnie w kierunku północnym i północno-zachodnim. Nieco powyżej Orsières (901 m n.p.m.) przyjmuje jako swój lewobrzeżny dopływ Dranse de Ferret. Niżej, w Sembrancher, łączy się z Dranse de Bagnes, tworząc Dranse.
- Dranse de Ferret ma źródła na północ od granicy szwajcarsko-włoskiej, w pobliżu Grand Golliat. Ma długość ok. 19 km. Spływa doliną Val Ferret w kierunku północnym i nieco powyżej Orsières (901 m n.p.m.) uchodzi do Dranse d’Entremont.
- Dranse de Bagnes ma źródła na północ od granicy szwajcarsko-francuskiej, u stóp przełęczy Fenêtre de Durand (2797 m n.p.m.). Ma długość ok. 31 km. Spływa doliną Val de Bagnes generalnie w kierunku północno-zachodnim. W górnym biegu przepływa przez jezioro zaporowe Lac de Mauvoisin, w którym z prawej strony przyjmuje wody roztopowe spływające spod lodowca Glacier du Giétro. W Sembrancher łączy się z Dranse d’Entremont, tworząc Dranse.

W dolinie Dranse i tworzących ją potoków zbudowano zespół zapór wodnych, elektrowni wodnych i szeregu innych budowli i instalacji hydroenergetycznych, nazywanych „Kaskadą Dranse”.